# Cyperus perennis
Cyperus perennis är en halvgräsart som först beskrevs av Marcus Eugene Jones, och fick sitt nu gällande namn av O'neill. Cyperus perennis ingår i släktet papyrusar, och familjen halvgräs. Inga underarter finns listade i Catalogue of Life.